# Jackbox Games
Jackbox Games, Inc. (tidigare Jellyvision Games, Inc.) är en amerikansk videospelsutvecklare baserad i Chicago, Illinois, mest känd för You Don't Know Jack-serien med frågesportbaserade party-videospel och The Jackbox Party Pack-serien. Företaget grundades av Harry Gottlieb och drevs som Jellyvision Games från 1995 tills det stängdes 2001. Efter sju års dvala återupplivades Jellyvision Games år 2008 och företaget bytte senare namn till Jackbox Games år 2013.

## Historia
Jackbox Games grundades 1989 av Harry Gottlieb som ett pedagogiskt underhållningsföretag under namnet Learn Television.. Innan företaget utvecklade You Don't Know Jack skapade företaget ett triviaspel för barn vid namn That's a Fact, Jack!. 1995 bytte företaget namn till Jellyvision och utvecklade den första upplagan av You Don't Know Jack. Spelet släpptes ursprungligen till PC och dess framgång etablerade en franchise. Jellyvision producerade mellan 1995 och 1998 ett antal exemplar av You Don't Know Jack.
2001 förändrades datorspelsmarknaden, eftersom många spelare flyttade från persondatorer till hemkonsoler av sjätte generationen, vilket påverkade efterfrågan på CD-ROM-spel. Jellyvision försökte slå sig in på marknaden med konsolbaserade versioner av You Don't Know Jack, men dessa spel misslyckades. Jellyvision Games lades på hyllan, och året därpå lanserade Gottlieb ett nytt företag vid namn Jellyvision Lab. Jellyvision Lab, som rörde sig bort från spel, fokuserade istället på affärsmjukvara och utvecklade en teknik som kallades det "interaktiva konversationsgränssnittet" inspirerat av det röststyrda gränssnittet för You Don't Know Jack. Dessa interaktiva konversationsprodukter blev en framgång, delvis på grund av You Don't Know Jack-seriens popularitet.
2008, när nätverksanslutna konsoler och mobila enheter blev populära, återlanserades Jellyvision Games som ett dotterbolag till Jellyvision Lab och anlitade Mike Bilder för att leda studion. Företaget släppte en IOS-applikation av You Don't Know Jack och, i samarbete med THQ, en konsolversion 2011. Studion utvecklade senare en Facebook-version av spelet, vilket gjorde det möjligt för dem att kontinuerligt tillhandahålla nya trivia. Spelet utökades senare till att inkludera en fristående mobilapplikation som tillåter datadelning och konkurrens med Facebook-versionen. Spelet, som nu är nedlagt, belönades med "Årets sociala spel" vid Spike Video Game Awards 2012.
Nära slutet av 2011 blev Jellyvision Games återigen till ett separat företag. Studion bytte namn till Jackbox Games i juni 2013 och meddelade att den skulle fortsätta att fokusera på att utveckla sociala spel för mobila enheter och hemunderhållningsenheter som Roku och Ouya.
Under denna tid började företaget låta spelare styra spelet från smartphones och surfplattor, istället för faktiska spelkontroller. Jackbox släppte fler appar inklusive Clone Booth (en humoristisk app för fotomanipulation) och spelen Lie Swatter (ett hitta-lögnerna-spel med ovanliga fakta) och Word Puttz (ett ordspel). Studion släppte Fibbage: The Hilarious Bluffing Party Game på Amazon Fire TV och som enbart digital titel på Xbox One, PlayStation 3 och PlayStation 4 i september 2014.
Fibbage visade sig vara populärt bland spelare, särskilt genom användandet av strömmande mediatjänster som Twitch. I oktober 2014 paketerade företaget spelen Fibbage, You Don't Know Jack och tre andra spel som designats för att spelas med andra över en stream. Detta var det första Jackbox Party Pack, och de fortsatte sedan släppa ett nytt Party Pack varje år fram till 2023.
Runt mitten av mars 2020 upplevde Jackbox Games en stor ökning av trafik på grund av begränsningarna av rörelsefriheten under covid-19-pandemin.
Teamet producerar för närvarande videor och direktsända videoströmmar som heter "The Jackbox Party Club" där producenterna, formgivarna och teamet i Party Packs spelar tillsammans med publiken.

## Utvecklade spel

### You Don't Know Jack-serien (2011–2013)
Jackbox Games grundades för att återinföra Jellyvisions premiärtitel, You Don't Know Jack, som före 2011 inte hade publicerats sedan 2002. Nystarten försökte dra nytta av nyare teknologier så som moderna konsoler och mobilspel kopplat till Facebook-integration. Jackbox Games har lanserat tre av dessa fristående titlar:
- You Don't Know Jack – 2011 – För persondatorer och konsoler
- You Don't Know Jack (Facebook) – 2012 – Via Facebook-integration och senare för att inkludera iOS/Android-versioner.
- You Don't Know Jack Party – 2013 – För Amazon Fire TV och iPad

### Jackbox Party Pack-serien (2014–nutid)
Jackbox Party Pack-spelen är individuella samlingar av fem partyspel per paket, designade för onlinespelande av flera personer, inklusive stora publiker, via streamingwebbplatser som Twitch. Paketen följer ett löst format, där varje paket vanligtvis innehåller minst en uppföljare, ritspel och skrivspel. Sedan 2014 har Jackbox släppt en ny uppsättning spel i dessa paket varje år, med totalt 10 paket tillgängliga fram till 2025.

### Fristående spel
Jackbox Games utvecklade ytterligare spel som ursprungligen var anpassade till mobila enheter efter framgången med det Facebook-baserade You Don't Know Jack-spelet. Dessa har släppts som individuella titlar, medan några sedan har presenterats som en del av The Jackbox Party Pack.
- Lie Swatter (2013)
- Clone Booth (2013)
- Word Puttz (2013)
- Fibbage (2014)
- Quiplash (2015)
- Drawful 2 (2016)
- Quiplash 2: InterLASHional (2020)
- The Jackbox Survey Scramble (2024)